# Reprezentacja Iranu w piłce nożnej plażowej mężczyzn
Reprezentacja Iranu w piłce nożnej plażowej mężczyzn – męska piłkarska reprezentacja Iranu w piłce nożnej plażowej. Największymi sukcesami reprezentacji jest zdobycie złota na mistrzostwach Azji w 2013, 2017 i 2023 roku oraz III miejsca na MŚ 2017.

## Udział w turniejach międzynarodowych

### Mistrzostwa Świata
Na podstawie:
| Rok   | Runda                  | M                      | W                      | R                      | P                      | GZ                     | GS                     |
| ----- | ---------------------- | ---------------------- | ---------------------- | ---------------------- | ---------------------- | ---------------------- | ---------------------- |
| 2005  | Nie zakwalifikował się | Nie zakwalifikował się | Nie zakwalifikował się | Nie zakwalifikował się | Nie zakwalifikował się | Nie zakwalifikował się | Nie zakwalifikował się |
| 2006  | Faza grupowa           | 3                      | 0                      | 0                      | 3                      | 10                     | 18                     |
| 2007  | Faza grupowa           | 3                      | 1                      | 0                      | 2                      | 14                     | 14                     |
| 2008  | Faza grupowa           | 3                      | 0                      | 0                      | 3                      | 8                      | 16                     |
| 2009  | Nie zakwalifikował się | Nie zakwalifikował się | Nie zakwalifikował się | Nie zakwalifikował się | Nie zakwalifikował się | Nie zakwalifikował się | Nie zakwalifikował się |
| 2011  | Faza grupowa           | 3                      | 0                      | 0                      | 3                      | 13                     | 17                     |
| 2013  | Ćwierćfinał            | 4                      | 1                      | 0                      | 3                      | 13                     | 16                     |
| 2015  | Ćwierćfinał            | 4                      | 2                      | 0                      | 2                      | 16                     | 16                     |
| 2017  | III miejsce            | 6                      | 3                      | 0                      | 3                      | 21                     | 18                     |
| 2019  | Nie zakwalifikował się | Nie zakwalifikował się | Nie zakwalifikował się | Nie zakwalifikował się | Nie zakwalifikował się | Nie zakwalifikował się | Nie zakwalifikował się |
| 2021  | Nie zakwalifikował się | Nie zakwalifikował się | Nie zakwalifikował się | Nie zakwalifikował się | Nie zakwalifikował się | Nie zakwalifikował się | Nie zakwalifikował się |
| 2023  | Awans                  | ?                      | ?                      | ?                      | ?                      | ?                      | ?                      |
| 2025  | ?                      | ?                      | ?                      | ?                      | ?                      | ?                      | ?                      |
| Razem | Turniejów finał.       | 26                     | 7                      | 0                      | 19                     | 95                     | 115                    |

### Mistrzostwa Azji
Na podstawie:
| Rok   | Runda            | M  | W  | R | P  | GZ  | GS  |
| ----- | ---------------- | -- | -- | - | -- | --- | --- |
| 2006  | III miejsce      | 4  | 2  | 0 | 2  | 19  | 21  |
| 2007  | III miejsce      | 4  | 2  | 0 | 2  | 20  | 15  |
| 2008  | III miejsce      | 4  | 2  | 0 | 2  | 11  | 7   |
| 2009  | IV miejsce       | 5  | 3  | 0 | 2  | 20  | 12  |
| 2011  | III miejsce      | 5  | 4  | 0 | 1  | 23  | 11  |
| 2013  | I miejsce        | 5  | 5  | 0 | 0  | 43  | 13  |
| 2015  | III miejsce      | 5  | 4  | 0 | 1  | 29  | 12  |
| 2017  | I miejsce        | 6  | 6  | 0 | 0  | 50  | 11  |
| 2019  | Ćwierćfinał      | 3  | 2  | 0 | 1  | 12  | 9   |
| 2023  | I miejsce        | 6  | 6  | 0 | 0  | 54  | 12  |
| Razem | Turniejów finał. | 47 | 36 | 0 | 11 | 281 | 123 |

## Obecny skład
Aktualny skład drużyny można przeglądać tutaj.